# Wadiasaurus

Tamaño de un Wadiasaurus indicus en comparación con un Humano.

Wadiasaurus es un género extinto de dicinodonto, cuyos restos fueron encontrados en la formación Yerrapalli en India. Existió durante el Triásico. Un gran número de huesos se ha encontrado en  la formación Yerrapalli  a lo cual se cree que este animal vivía en manadas.